# Урзікурумаш
Урзікурумаш (Урсігурумаш) (2-а пол. XVII ст. до н. е.) — вождь каситів і цар держави Хана. За іншим варіантом переклада ім'я звучить як Таззігурумаш (Ташигурумаш).

## Життєпис
Стосовно його батька існують дискусії: згідно Вавилонського царського списку А — це вождь каситів Абіратташ, а відповідно до Синхронічного списку царів — Каштіліаш II. Відповідно неможливо точно вирахувати період панування цього володаря каситів. Можливо воно було нетривалим.
Про його правління практично відсутні якісь певні згадки. Припускають, що поступово підкорив північні області, залежні від Вавилонського царства. Водночас налагодив дипломатичні відносини з Хетською державою. Йому спадкував брат Харба-Шипак.